# Перелік кавалерів Хреста Симона Петлюри (Т)
Ця сторінка — інформаційний реєстр. Див. також основні статті: Хрест Симона Петлюри та Перелік кавалерів Хреста Симона Петлюри.
В алфавітному порядку представлені всі відомі кавалери Хреста Симона Петлюри, чиї прізвища починаються з літери «Т». 
| № | Фото | Ім'я                               | Дата народження   | Місце народження                                | Дата смерті    | Місце смерті     | Звання                       | Підрозділ                                  | № ордена |
| - | ---- | ---------------------------------- | ----------------- | ----------------------------------------------- | -------------- | ---------------- | ---------------------------- | ------------------------------------------ | -------- |
| 1 |      | Тарнавський Петро Іванович         | 26 червня 1873    | Звенигородський повіт                           | 2 вересня 1938 | Київ             | церковний і громадський діяч |                                            |          |
| 2 |      | Татарський Василь                  | 28 листопада 1898 | Мурафа                                          | 2 липня 1992   | Мюнхен           | Генерал-хорунжий             |                                            |          |
| 3 |      | Теліга Михайло Якович              | 1900              | Кубань                                          | 1942           | Київ             | Бандурист                    |                                            |          |
| 4 |      | Іван Теодорович (Митрополит Іоанн) | 6 жовтня 1887     | Крупець, Волинська губернія                     | 3 травня 1971  | Філадельфія, США | капелан                      | Сіра Дивізія Армії УНР                     |          |
| 5 |      | Туркул Олександр Олександрович     | 1890              | м. Полтава                                      | листопад 1936  | Польща           | Полковник                    | Третя Залізна Стрілецька дивізія Армії УНР |          |
| 6 |      | Тютюнник Василь Никифорович        | 17 липня 1890     | с. Єньки, Хорольський район, Полтавська область | 19 грудня 1919 | Рівне            | Генерал-хорунжий             |                                            |          |